# Moussa Baradji
Moussa Baradji (20 novembre 2000) è un calciatore francese, attaccante dell'Yverdon.

## Carriera
Ha iniziato a giocare in Francia nelle giovanili di Gonfreville e Mantois, per poi trasferirsi in Italia nel 2020 per giocare fra le fila del Team Altamura, club pugliese di Serie D, con cui nell'arco di due stagioni ha realizzato 6 reti in 64 presenze in questa categoria (a cui aggiunge anche 2 presenze in Coppa Italia Serie D); nell'estate del 2022 è passato al Legnago, altro club della medesima categoria, dove ha ottenuto la promozione in Serie C al termine della stagione 2022-2023, disputando poi la stagione 2023-2024 in Serie C sempre con il club veneto, con cui in due anni di permanenza in squadra ha totalizzato complessivamente 53 presenze e 8 reti fra tutte le competizioni ufficiali.
Il 15 luglio 2024 è stato acquistato a titolo definitivo dall'Yverdon, club della prima divisione svizzera.

## Statistiche

### Presenze e reti nei club
Statistiche aggiornate al 22 maggio 2025.
| Stagione             | Squadra              | Campionato           | Campionato | Campionato | Coppe nazionali | Coppe nazionali | Coppe nazionali | Coppe continentali | Coppe continentali | Coppe continentali | Altre coppe | Altre coppe | Altre coppe | Totale | Totale |
| Stagione             | Squadra              | Comp                 | Pres       | Reti       | Comp            | Pres            | Reti            | Comp               | Pres               | Reti               | Comp        | Pres        | Reti        | Pres   | Reti   |
| -------------------- | -------------------- | -------------------- | ---------- | ---------- | --------------- | --------------- | --------------- | ------------------ | ------------------ | ------------------ | ----------- | ----------- | ----------- | ------ | ------ |
| 2020-2021            | Team Altamura        | D                    | 27         | 1          | -               | -               | -               | -                  | -                  | -                  | -           | -           | -           | 27     | 1      |
| 2021-2022            | Team Altamura        | D                    | 37         | 5          | CI-D            | 2               | 0               | -                  | -                  | -                  | -           | -           | -           | 39     | 5      |
| Totale Team Altamura | Totale Team Altamura | Totale Team Altamura | 64         | 6          |                 | 2               | 0               |                    | -                  | -                  |             | -           | -           | 66     | 6      |
| 2022-2023            | Legnago              | D                    | 32+2       | 8+0        | CI-D            | 1               | 0               | -                  | -                  | -                  | -           | -           | -           | 35     | 8      |
| 2023-2024            | Legnago              | C                    | 16+2       | 0          | CI+CI-C         | 0               | 0               | -                  | -                  | -                  | -           | -           | -           | 18     | 0      |
| Totale Legnago       | Totale Legnago       | Totale Legnago       | 52         | 8          |                 | 1               | 0               |                    | -                  | -                  |             | -           | -           | 53     | 8      |
| 2024-2025            | Yverdon              | SL                   | 27         | 4          | CS              | 2               | 0               | -                  | -                  | -                  | -           | -           | -           | 29     | 4      |
| Totale carriera      | Totale carriera      | Totale carriera      | 143        | 18         |                 | 5               | 0               |                    | -                  | -                  |             | -           | -           | 148    | 18     |